# Ска
Вижте пояснителната страница за други значения на СКА.
Ска (на английски: ska) е музикален стил, появил се на остров Ямайка в края на 1950 г.
Възникването му е свързано с появяването на „подвижните дансинги“ (Sound Systems), характерни за Ямайка по онова време, позволяващи да се танцува направо на улицата. Стилът е предшественик на музикалните стилове рокстеди и реге.
За стила е характерен ритъм 2/4. Мелодията се изпълнява с духови инструменти, както тромбон и саксофон. Някои ска-мелодии може да имат прилика с джаза.
Музиката ска придобива популярност в средата на 1960-те години. През 1964 година в рамките на Международната среща в Ню Йорк в качеството на музикален символ на Ямайка биват представени изпълнители на ска. Ако в началото ска е под голямото влияние на американския ритъм-енд-блус и рок енд рол, то в средата на 1960-те години ска започва да поема елементи на соул, което довежда до трансформирането на ска в рокстеди (1966 – 1968) – музика с други, по-бавни ритми.

## Ска от 1-вата вълна
В началото на 1960-те години плочи с мелодии на ска започват да се появяват в Англия, слушани предимно от работниците на доковете, модс и скинхедс.
Ска с ямайски звуци и на ямайски сцени, е прието да се нарича „ска от 1-вата вълна“ (известна още като „bluebeat“, от названието на едноименния британски лейбъл).

## Ска от 2-рата вълна
През 1970 г. във Великобритания се появяват музиканти, пеещи ска от 1-вата вълна. Тази вече британска ска се нарича „2-рата вълна“ (известна още като „2-Tone“, от названието на едноименния лейбъл, който на свой ред символизира състав от ска-оркестър, в който участват черни и бели музиканти). Сред най-популярните британски ска-групи са Madness, The Specials, The Beat.
Концерти на изпълнители от типа „2-Tone“ предизвикват преиздаване на старите плочи и възобновяване на концертите на ямайските музиканти, свирещи ска десет години преди епохата на „2-Tone“.

## Ска от 3-тата вълна
Втората вълна ска постепенно преминава в „трета вълна“ в края на 1980-те и началото на 1990-те години. Третата вълна е представена от такива групи като Sublime, No Doubt, Let's Go Bowling и други. Днес се различават няколко разновидности на стила ска:
- Ска-джаз
- Ска-пънк
- Скакор

## Дизайн „2-Tone“
В качеството на символика ска използва преди всичко десени на черни и бели квадратчета, разположени като на шахматна дъска. Използвани са за първи път на обложките на английската звукозаписна компания „2-Tone Records“. Значки с такива рисунки не са рядкост на ска-концертите. Черно-бялата украса често може да бъде видяна на интернет сайтовете.

## Ска и субкултурата
Ска не принадлежи на никоя специфична субкултура. В различни времена ска са слушали и слушат: модс, скинхедс, пънкари.

## Ска-банди
Австралия
- Area 7
- The Cat Empire

Аржентина
- Satelite Kingston

България
- Уикеда
- La Muchedumbre
- Skoda (фънк-джаз-ска)
- Пластик Бо

Великобритания
- The Specials
- Madness

Германия
- Alpha Boy School
- Scrapy
- Skaos
- Yellow Umbrella

Испания
- Dr. Calypso
- Malarians
- Ska-P
- Skalariak
- Skaparapid
- StarlitesThe Locos
- The Malarians
- The Peeping Toms
- The Pepper Pots
- Dr Calypso

Канада
- Bedouin Soundclash
- The Planet Smashers

Македония
- Superhiks

Нидерландия
- Jaya The Cat
- Luie Hond
- Rotterdam Ska Jazz Foundation (ска-джаз)

Полша
- Cala Gora Barwinkow
- Alibabki

Португалия
- Contratempos

Русия
- Ленинград
- Distemper
- Яйцы Фаберже

Сърбия
- Lost Propelleros

Словакия
- Polemic

САЩ
- Catch 22 (ска, ска-пънк)
- Dance Hall Crashers (ска, ска-пънк)
- Eastern Standard Time (ска-джаз)
- Hepcat
- Less Than Jake (ска-пънк)
- Let's Go Bowling
- Mad Caddies
- Mustard Plug
- New York Ska-Jazz Ensemble (ска-джаз)
- Pepper
- Reel Big Fish
- Save Ferris
- Streetlight Manifesto
- The Adjusters
- The Hippos
- The Pietasters
- The Slackers
- The Toasters
- Tim Armstrong

Унгария
- Pannonia Allstars Ska Orchestra

Украйна
- Перкалаба

Финландия
- The Valkyrians

Франция
- Skarface
- 8°6 Crew
- Babylon Circus
- Beautes Vulgaires
- La Ruda
- Les 100 Grammes de Tetes
- Les Cameleons
- Marcel et son orchestre
- Two Tone Club
- Spook and the Guay
- Sinsemilia
- Orange Street

Чехия
- Fast Food Orchestra
- Prague Ska Conspiracy (ска, ска-джаз)

Швейцария
- Open Season (ска, ска-джаз)

Швеция
- USCB Allstars

Ямайка
- The Skatalites

Япония
- Kemuri (ска-пънк)
- Ska Flames
- Tokyo Ska Paradise Orchestra
- Yum! Yum! Orange
- Oi-Skall Mates
- Ore Ska Band